# Скотт Тауншип (округ Аллегені, Пенсільванія)
Скотт Тауншип (англ. Scott Township) — селище (англ. township) в США, в окрузі Аллегені штату Пенсільванія. Населення — 17 649 осіб (2020).

## Демографія
Згідно з переписом 2010 року, у селищі мешкали 17 024 особи в 7883 домогосподарствах у складі 4442 родин. Було 8345 помешкань
Расовий склад населення:
| - 85,6 % — білих - 10,7 % — азіатів - 1,9 % — чорних або афроамериканців - 0,1 % — корінних американців |

До двох чи більше рас належало 1,2 %. Частка іспаномовних становила 0,9 % від усіх жителів.
За віковим діапазоном населення розподілялося таким чином: 17,7 % — особи молодші 18 років, 59,6 % — особи у віці 18—64 років, 22,7 % — особи у віці 65 років та старші. Медіана віку мешканця становила 43,6 року. На 100 осіб жіночої статі у селищі припадало 88,3 чоловіків;  на 100 жінок у віці від 18 років та старших — 85,4 чоловіків також старших 18 років.
Середній дохід на одне домашнє господарство  становив 73 417 доларів США (медіана — 62 906), а середній дохід на одну сім'ю — 87 869 доларів (медіана — 75 350). Медіана доходів становила 60 280 доларів для чоловіків та 45 891 долар для жінок. За межею бідності перебувало 6,1 % осіб, у тому числі 9,3 % дітей у віці до 18 років та 5,5 % осіб у віці 65 років та старших.
Цивільне працевлаштоване населення становило 8518 осіб. Основні галузі зайнятості: освіта, охорона здоров'я та соціальна допомога — 25,5 %, фінанси, страхування та нерухомість — 14,9 %, науковці, спеціалісти, менеджери — 12,6 %, роздрібна торгівля — 10,6 %.